# Politioneel Interventie Plan
Het Politioneel Interventie Plan of kortweg PIP is het Belgische provinciale protocol dat ondertekend is door alle lokale politiezones en de federale politie (van die desbetreffende provincie). Het protocol is enkel voor Belgisch grondgebied. Indien er iets aan de hand is in een zone en die zone heeft op dat moment te weinig ploegen, kunnen zij versterking krijgen van andere politiezones of van de federale politie.